# Instytut Śląski w Opolu

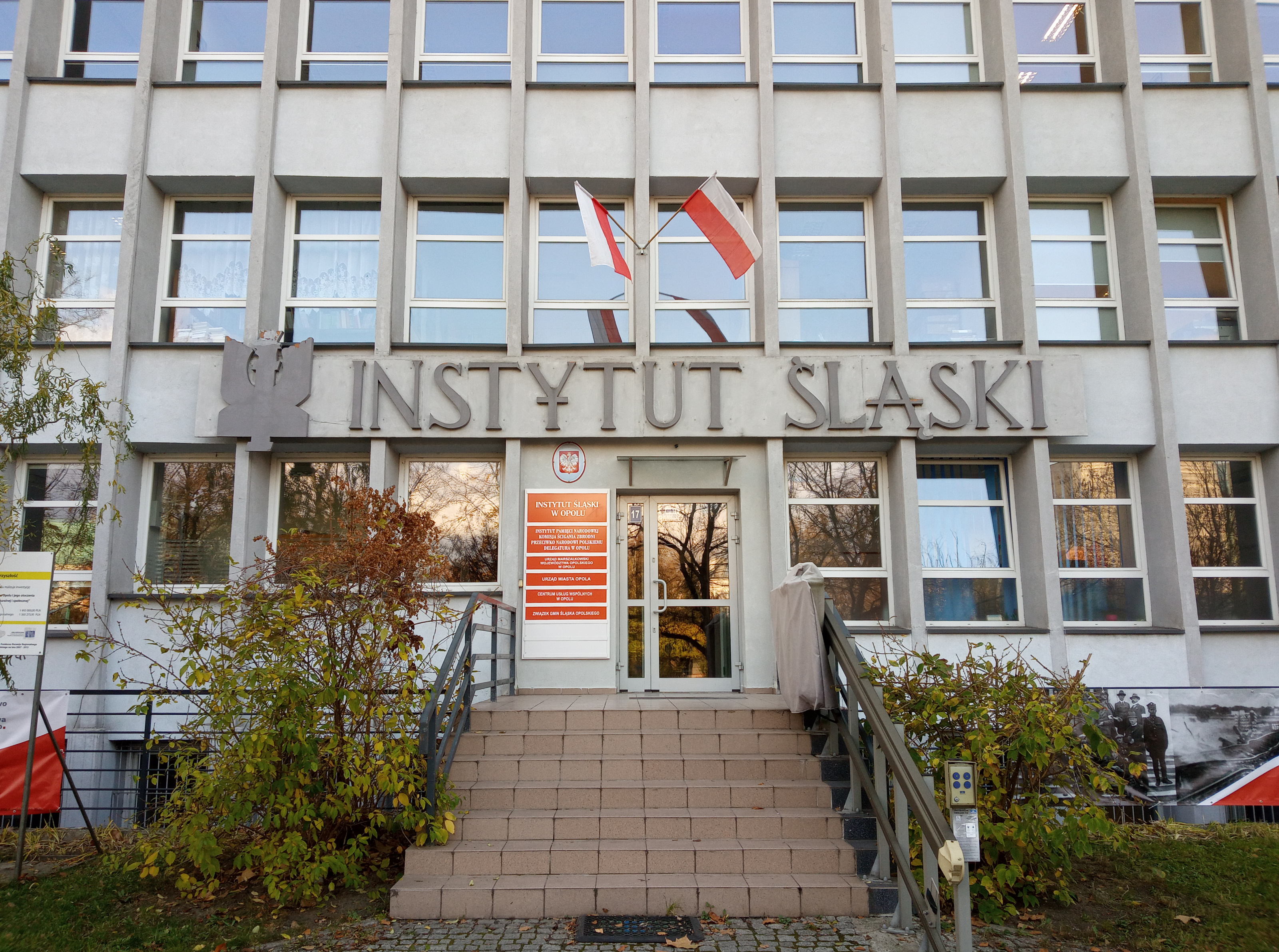
Siedziba Instytutu Śląskiego

Instytut Śląski – państwowa instytucja kultury z siedzibą w Opolu podlegająca Ministrowi Kultury i Dziedzictwa Narodowego.

## Historia
Instytut powstał 9 maja 1957 w Opolu z inicjatywy Opolskiego Towarzystwa Przyjaciół Nauk jako spadkobierca istniejącego przed II wojną światową Instytutu Śląskiego w Katowicach. Pierwszym przewodniczącym rady został prof. Stanisław Rospond, dyrektorem zaś Roman Lutman (pełnił tę funkcję do 1963 roku).
Od 1960 roku Instytut funkcjonował w Opolu w budynku przy ul. Luboszyckiej 3, a latem 1983 roku przeniesiony został do swojej obecnej siedziby – przy ul. Piastowskiej 17.
Zarządzeniem Ministra Kultury i Dziedzictwa Narodowego z dnia 26 lipca 2019 r., Państwowy Instytut Naukowy – Instytut Śląski w Opolu, z dniem 1 sierpnia 2019 r. został przekształcony w instytucję kultury o nazwie Instytut Śląski.

## Zakres działalności
Zakres działalności Instytutu określa Zarządzenie Ministra Kultury i Dziedzictwa Narodowego z dnia 26 lipca 2019 r., § 2. 1. Należy do niego m.in.:
- realizacja polityki pamięci na obszarze Śląska,
- tworzenie podstaw naukowych dla rozwoju wiedzy o historii i dziedzictwie kulturowym Śląska oraz upowszechnianie tej wiedzy,
- prowadzenie badań nad historią i dziedzictwem kulturowym regionu jako ważnym elemencie polskiego dziedzictwa kulturowego.

Główne sposoby realizacji zakresu działalności w praktyce to:
- badania samodzielne oraz udział w programach badawczych nad historią Śląska, jego strukturami społecznymi, demografią oraz procesami migracyjnymi,
- prowadzenie działalności wydawniczej (zob. czasopismo „Śląsk Opolski” oraz „Studia Śląskie”), dokumentacyjnej, informacyjnej, promocyjnej i badawczej,
- organizowanie wystaw stałych, czasowych oraz objazdowych,
- tworzenie i realizacja programów edukacyjnych,
- prowadzenie działalności upowszechniającej kulturę,
- tworzenie i realizacja programów stypendialnych oraz programów dotacyjnych,
- organizowanie lub współorganizowanie spotkań, zjazdów i konferencji,
- prowadzenie działań związanych z cyfryzacją, digitalizacją i udostępnianiem.

Głównymi kierunkami działalności naukowo-badawczej Instytutu są:
- nowożytne i najnowsze dzieje Śląska,
- stosunki polsko-niemieckie,
- językoznawstwo w zakresie onomastyki i dialektologii,
- socjologia stosunków etnicznych,
- problemy przemian społecznych, demograficznych, ekonomicznych oraz przestrzennych Śląska,
- problematyka zagospodarowania Odry i Nadodrza.

## Dyrektorzy Instytutu Śląskiego[4]
1. doc. dr Roman Lutman (1957–1963)
2. dr Teodor Musioł (1963–1964)
3. doc. dr Maurycy Horn (1964–1965)
4. prof. dr hab. Józef Kokot (1966–1975)
5. doc. dr hab. Bolesław Reiner (1976–1982; w trakcie kadencji Instytutem okresowo kierował również sekretarz naukowy dr Michał Lis)
6. prof. dr hab. Janusz Kroszel (1982–1991)
7. prof. dr hab. Krystian Heffner (1991–1996)
8. prof. dr hab. Wiesław Lesiuk (1996–2001)
9. dr hab. Stanisław Senft, prof. PΟ (2001–2007)
10. dr hab. Teresa Sołdra-Gwiżdż, prof. PIN-IŚ (2007–2012)
11. Leokadia Drożdż (w 2012, p.o)
12. dr inż. Katarzyna Widera (2012–2016)
13. dr Bernard Linek (2016–2017, p.o.)
14. dr Bartosz Kuświk (od 2017)[5][6]

## Wybrani pracownicy naukowi Instytutu
- Józef Chałasiński (socjologia)
- Franciszek Hawranek (historia)
- Józef Kokot (historia)
- Wiesław Lesiuk (historia)
- Roman Lutman
- Józef Popkiewicz (ekonomia)
- Bolesław Reiner (prawo, politologia)
- Stanisław Rospond (językoznawstwo)
- Kazimierz Szczygielski (geograf)
- Władysław Zieliński (historia)